# La indomable (telenovela de 1997)
La indomable (en portugués: A indomada) es una telenovela brasileña transmitida por TV Globo en 1997.
Fue escrita por Aguinaldo Silva y Ricardo Linhares, con la colaboración de Maria Elisa Berredo y Nelson Nadotti, dirigida por Roberto Naar y Luiz Henrique Rios, con la dirección general y núcleo de Marcos Paulo.
Fue protagonizada por Adriana Esteves y José Mayer, con las participaciones antagónicas de los primeros actores  Eva Wilma y Ary Fontoura.

## Trama
Greenville es una ciudad costera ficticia de Pernambuco, construida a imagen y semejanza de la antigua Inglaterra debido a la influencia de los británicos que, hace mucho tiempo, se había construido el Gran Ferrocarril del Oeste. Orgullosos de su ciudad, los personajes dicen que es "un pedazo de Inglaterra en Brasil," los greenvillenses siguen a la letra las tradiciones británicas, no abdicar o el té de la tarde, el té de las cinco, y llegar a mezclar inglés con portugués y con el acento nordestino de Brasil.
Durante décadas, las fábricas de azúcar y el azúcar moreno hacen de la región un lugar verdaderamente rica. Entre ellas, la más importante es la Monguaba, propiedad de Mendonça y Albuquerque que es la más rica y tradicional familia de Greenville.
Todo comienza cuando Eulalia, la heredera de Monguaba, se enamora de cortador de caña Zé Leandro, que vive un intenso romance que resulta en el embarazo de Eulalia. Sospechoso, el hermano mayor de la protagonista, Pedro Afonso prohíbe citas y salidas. Temiendo por la vida de su amado, Eulalia lo ayudar a escapar, mientras él le jura volver algún día a buscarla. Meses más tarde, Eulalia da a luz a su hija, Lucia Helena (conocida solo como Helena), a quien siempre le habla de su padre y la enseña a esperarlo.
Quince años después, un desconocido de nombre Theobald Faruk, el hijo de padre egipcio (difunto) y madre brasileña, llega a la ciudad y se enamora de Eulalia. Sin embargo, ella sigue en espera de Zé Leandro. Por otro lado, María Altiva, esposa de Pedro Afonso, humilla a Theobald, afirmando que un forastero sin un centavo no vale la pena acercarse a un Mendonça y Albuquerque. Teobaldo jura venganza, y su objetivo es Pedro Afonso, adicto a los juegos de azar y que debe dinero a varias personas.
Un día, Zé Leandro vuelve, listo para huir con Eulalia y Helena e iniciar con ellas una nueva vida, con una fortuna en joyas que obtuvo mientras trabajaba en la minería. El barco donde se fugaban naufraga y Zé Leandro y Eulalia se ahogan, ésta antes de morir le dice a su hija que confíe en Theobald Faruk.
La malvada Altiva convence a Pedro Afonso de que su hermana lo ha odiado y traicionado por quince años por lo que se niega a darle cobijo a su sobrina Helena. Theobald lo descubre y decide comprar la hacienda y solicita casarse con Helena. A cambio de aceptar el casamiento Pedro Afonso exige que él y su familia sigan viviendo en la mansión y el mantenimiento por parte de Theobald. 
Helena acepta casarse con él, pero antes viajará a Londres para terminar los estudios.
Diez años más tarde, Helena y vuelve y se casa con Theobald, pidiendo que reactive la Planta como regalo de bodas. Su idea es reactivarla y darle valor a sus tierras de caña de azúcar, cumpliendo así con los ideales del padre. Pero después de casarse con Theobald, ella se niega a consumar el matrimonio, cosa que lo enfurece. El conflicto dura toda la novela y los dos viven una historia de odio y amor que se mueve por toda la ciudad.

## Reparto
| Actor/Actriz            | Personaje                                                                |
| ----------------------- | ------------------------------------------------------------------------ |
| Adriana Esteves         | Lúcia Helena de Mendonça e Albuquerque/Eulália de Mendonça e Albuquerque |
| José Mayer              | Teobaldo Faruk                                                           |
| Eva Wilma               | Maria Altiva Pedreira de Mendonça e Albuquerque                          |
| Ary Fontoura            | Deputado Pitágoras Williams Mackenzie                                    |
| Cláudio Marzo           | Pedro Afonso de Mendonça e Albuquerque                                   |
| Renata Sorrah           | Zenilda de Holanda                                                       |
| Betty Faria             | Miranda de Sá Maciel (Juíza Mirandinha)                                  |
| Paulo Betti             | Ypiranga Pitiguary                                                       |
| Luíza Tomé              | Scarleth Mackenzie Pitiguary                                             |
| Mateus Rocha            | Felipe de Sá Maciel                                                      |
| Eliane Giardini         | Santa Maria Pedreira (Santinha)                                          |
| Flávio Galvão           | Richard da Silva Taylor                                                  |
| Cássio Gabus Mendes     | Sérgio Murilo                                                            |
| Carla Marins            | Dinorah                                                                  |
| Selton Mello            | Emanuel Faruk                                                            |
| Marcos Winter           | Hércules Pedreira de Mendonça e Albuquerque                              |
| Isabel Fillardis        | Inês de Sousa de Mendonça e Albuquerque                                  |
| Ana Lúcia Torre         | Cleonice Williams Mackenzie                                              |
| Nívea Stelmann          | Carolaine Mackenzie Pitiguary                                            |
| Flávia Alessandra       | Dorothy Williams Mackenzie                                               |
| Pedro Paulo Rangel      | Padre José (Joseph)                                                      |
| Neusa Borges            | Florência                                                                |
| José de Abreu           | Delegado Motinha                                                         |
| Sônia de Paula          | Lourdes Maria (o Cadeirudo)                                              |
| Amélia Bittencourt      | Veneranda Faruk                                                          |
| Licurgo Spínola         | Egídio Ferreira                                                          |
| Karla Muga              | Grampola                                                                 |
| Rodrigo Faro            | Beraldo                                                                  |
| Daniela Faria           | Berbela                                                                  |
| Ingra Liberato          | Paraguaia                                                                |
| Catarina Abdalla        | Vieira                                                                   |
| Mônica Carvalho         | Maribel                                                                  |
| Cristina Galvão         | Elaine                                                                   |
| Clemente Viscaíno       | Alceu                                                                    |
| Cláudia Puget           | Mérilu                                                                   |
| Marco Miranda           | Anfilófio                                                                |
| Marcelo Escorel         | Dr. Lauro                                                                |
| Élida Muniz             | Vivinha                                                                  |
| Leandro Ribeiro         | Washington                                                               |
| Leandra Leal            | Lúcia Helena de Mendonça e Albiquerque (primera fase)                    |
| Carlos Alberto Riccelli | Zé Leandro                                                               |